# Mohnia danielsseni
Mohnia danielsseni är en snäckart som först beskrevs av Friele 1879.  Mohnia danielsseni ingår i släktet Mohnia och familjen valthornssnäckor. Inga underarter finns listade i Catalogue of Life.